# The Long Lane (film 1914)
The Long Lane è un cortometraggio muto del 1914 diretto da Paul Powell.

## Produzione
Il film fu prodotto dalla Lubin Manufacturing Company.

## Distribuzione
Distribuito dalla General Film Company, il film - un cortometraggio di una bobina - uscì nelle sale cinematografiche statunitensi il 16 ottobre 1914.